# 清裕陵

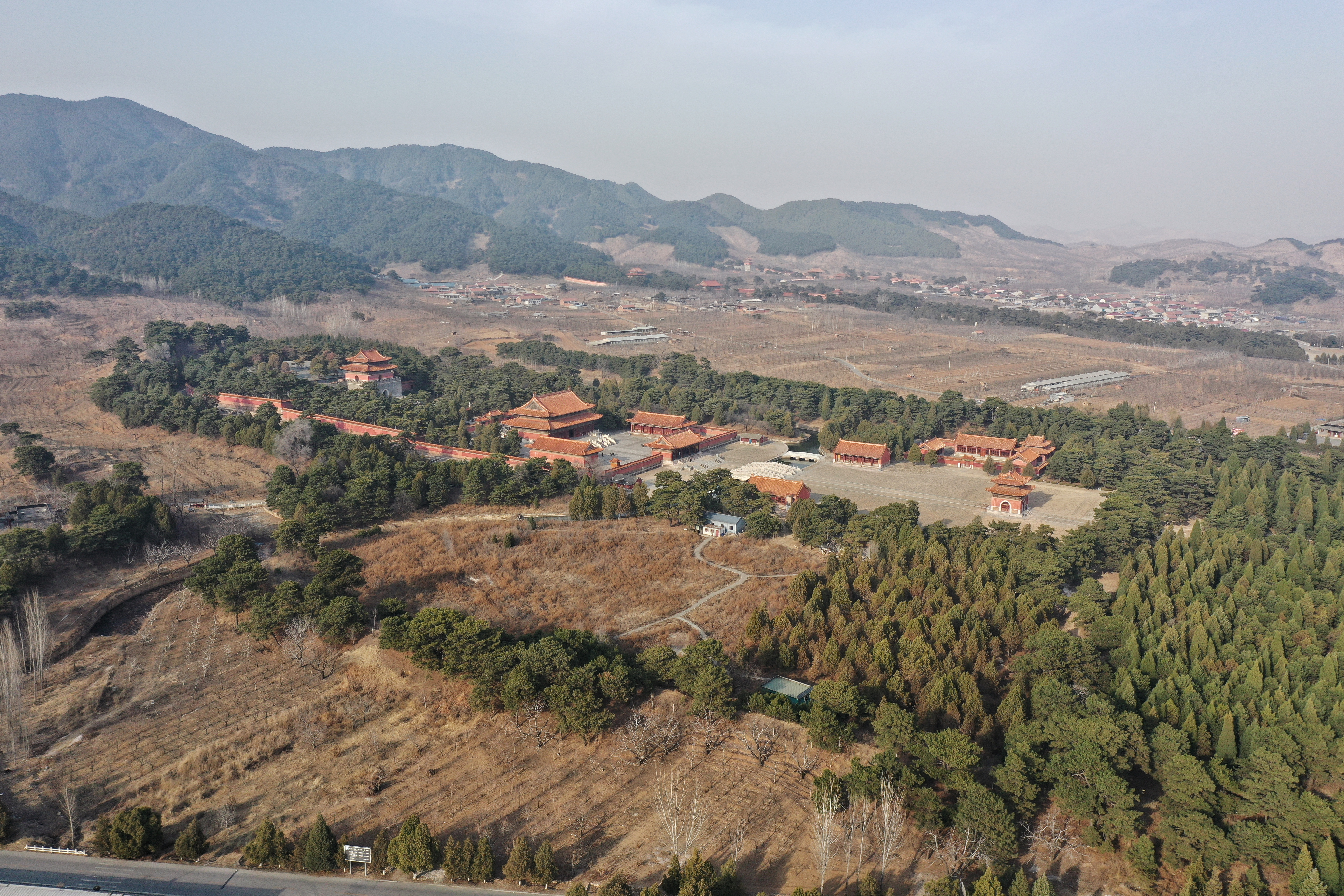
裕陵的侧视图。

清裕陵（穆麟德轉寫：tomohonggo munggan）是清朝入关后第四位皇帝清高宗弘历（乾隆帝）的陵寝，位于孝陵以西的胜水峪，始建于乾隆八年（1743年），乾隆十七年（1752年）主体工程告竣，耗银共170多万两。
裕陵自南向北依次为圣德神功碑亭、五孔桥、石像生、牌楼门、一孔桥、下马牌、井亭、神厨库、东西朝房、三路三孔桥及东西平桥、东西班房、隆恩殿、三路一孔桥、琉璃花门、二柱门、祭台五供、方城、明楼、宝城、宝顶和地宫，其规制既承袭了前朝，又有展拓和创新。裕陵明堂开阔，建筑崇宏，工精料美，气势非凡。

## 裕陵被盜
1928年，军阀孙殿英以軍事演習为藉口，指挥部队包圍陵寢开掘。开掘过程中使用炸药炸断第四道石门，造成后来裕陵渗水严重。
1974年，发掘陵寢時發現裕陵早已積水，乾隆及二位皇后、三位皇貴妃的棺槨都浮在水上，所有陪葬品全部被盗；經過處理善後，五具后妃屍骨已混淆，只得合葬。

## 入葬者

### 裕陵主體
- 高宗純皇帝弘曆
- 孝贤纯皇后富察氏
- 孝仪纯皇后魏佳氏
- 慧贤皇贵妃高佳氏
- 哲悯皇贵妃富察氏
- 淑嘉皇贵妃金佳氏

### 裕陵妃園寢
（謹列出部分墓主）
- 繼皇后那拉氏
- 純惠皇貴妃蘇佳氏
- 慶恭皇貴妃陸氏
- 愉貴妃珂里葉特氏
- 婉貴妃陳氏
- 穎貴妃巴林氏
- 忻貴妃戴佳氏
- 容妃和卓氏

## 图集

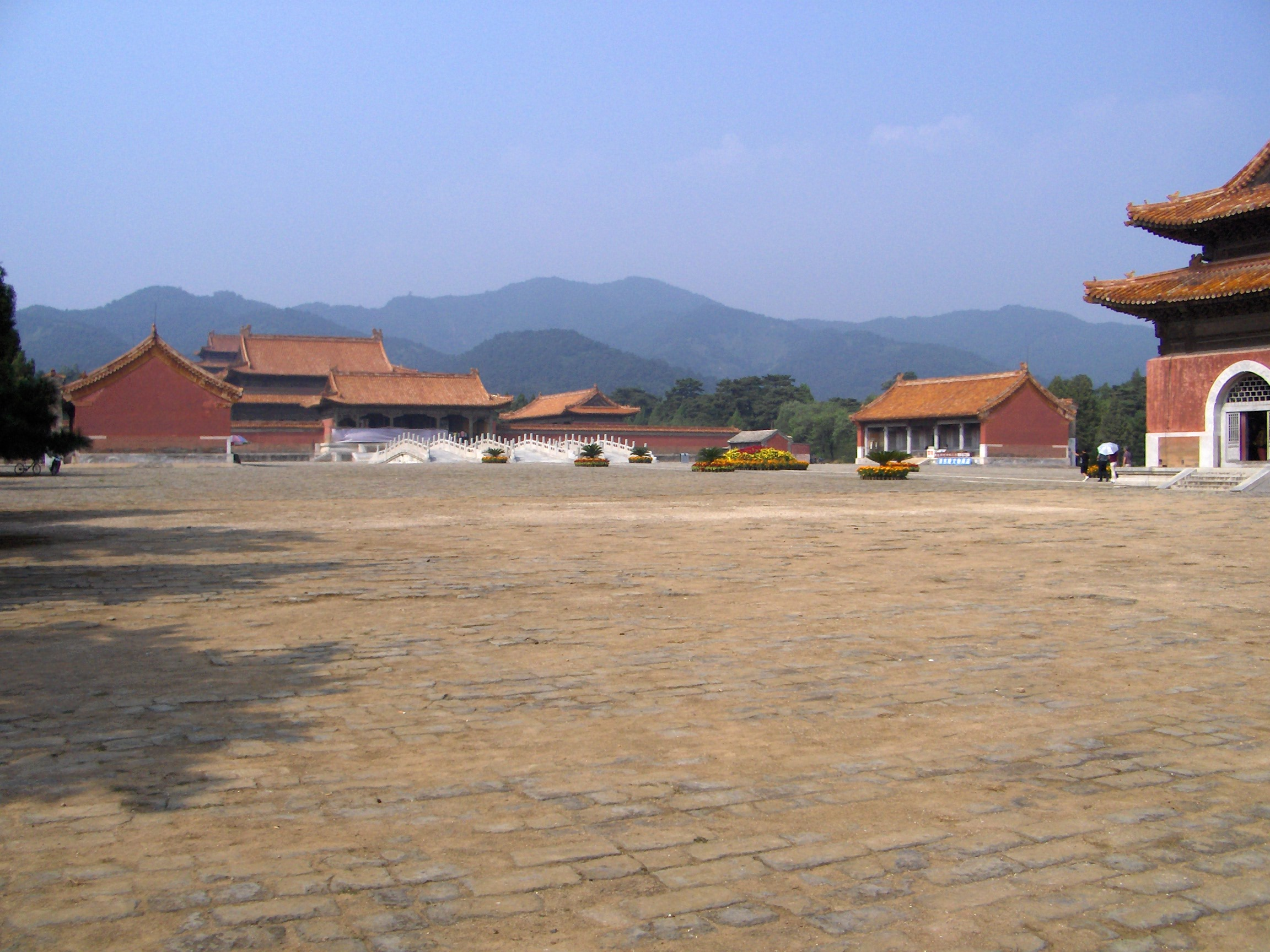
远眺裕陵
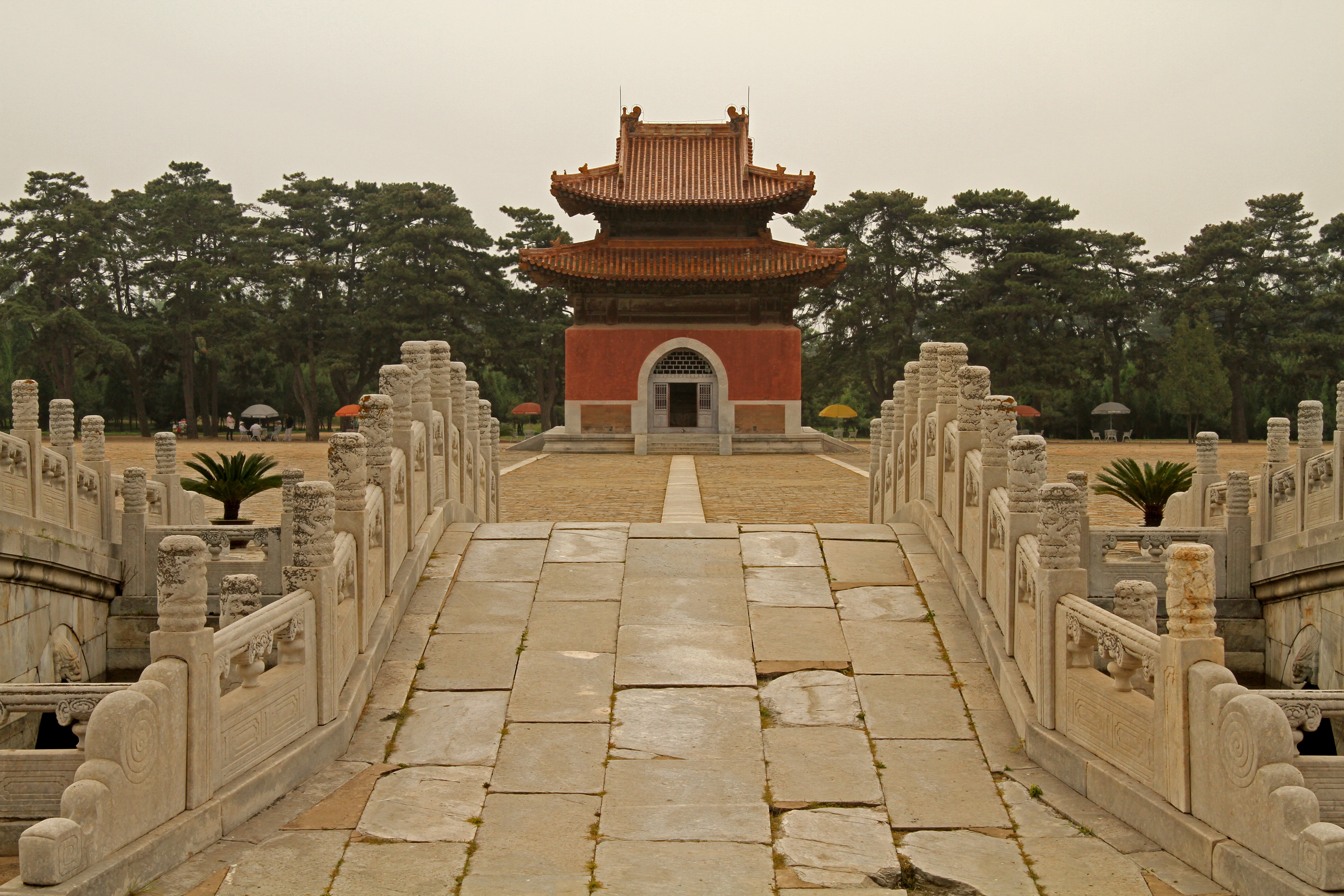
裕陵圣德神功碑亭
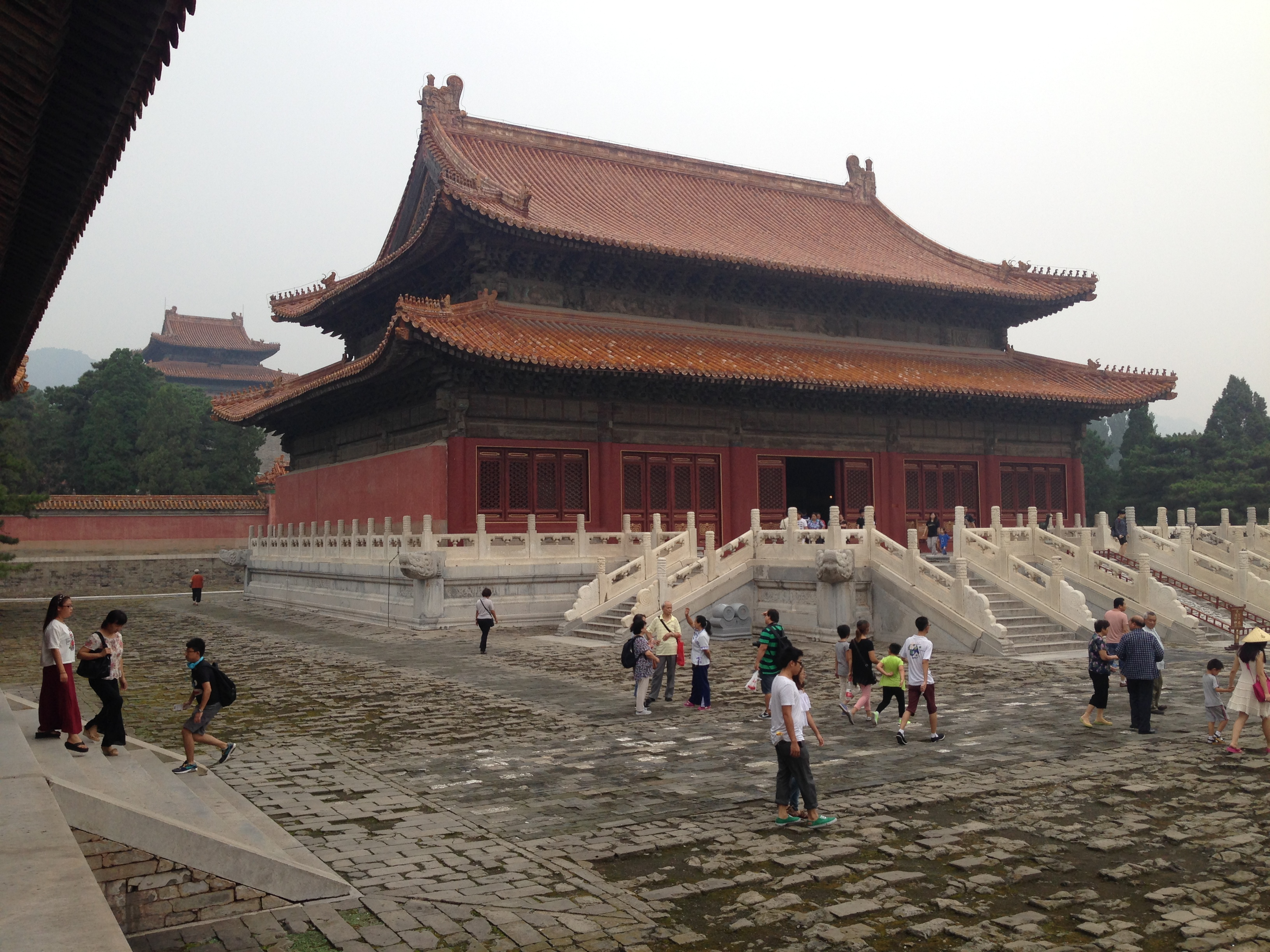
裕陵隆恩殿
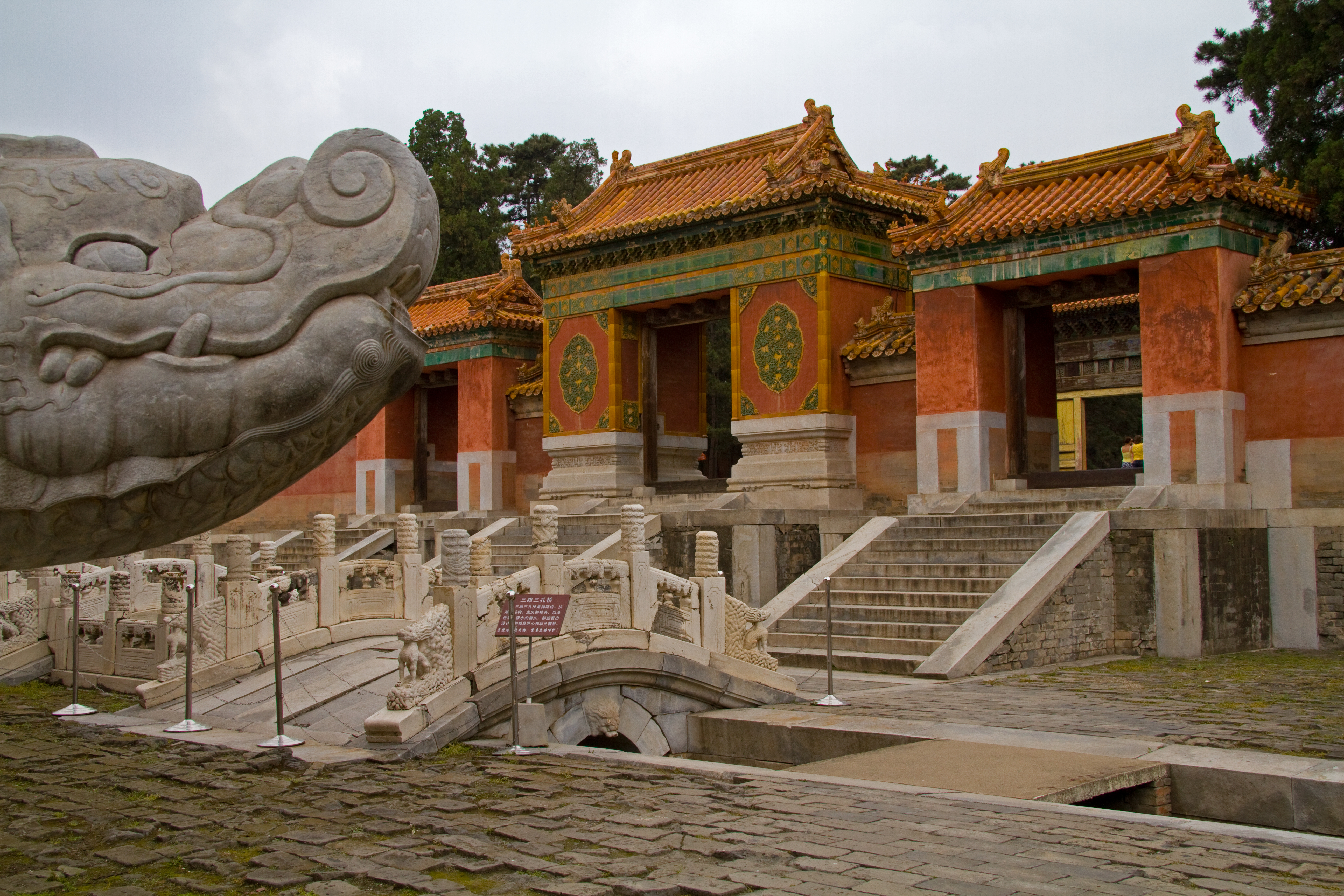
裕陵琉璃花门
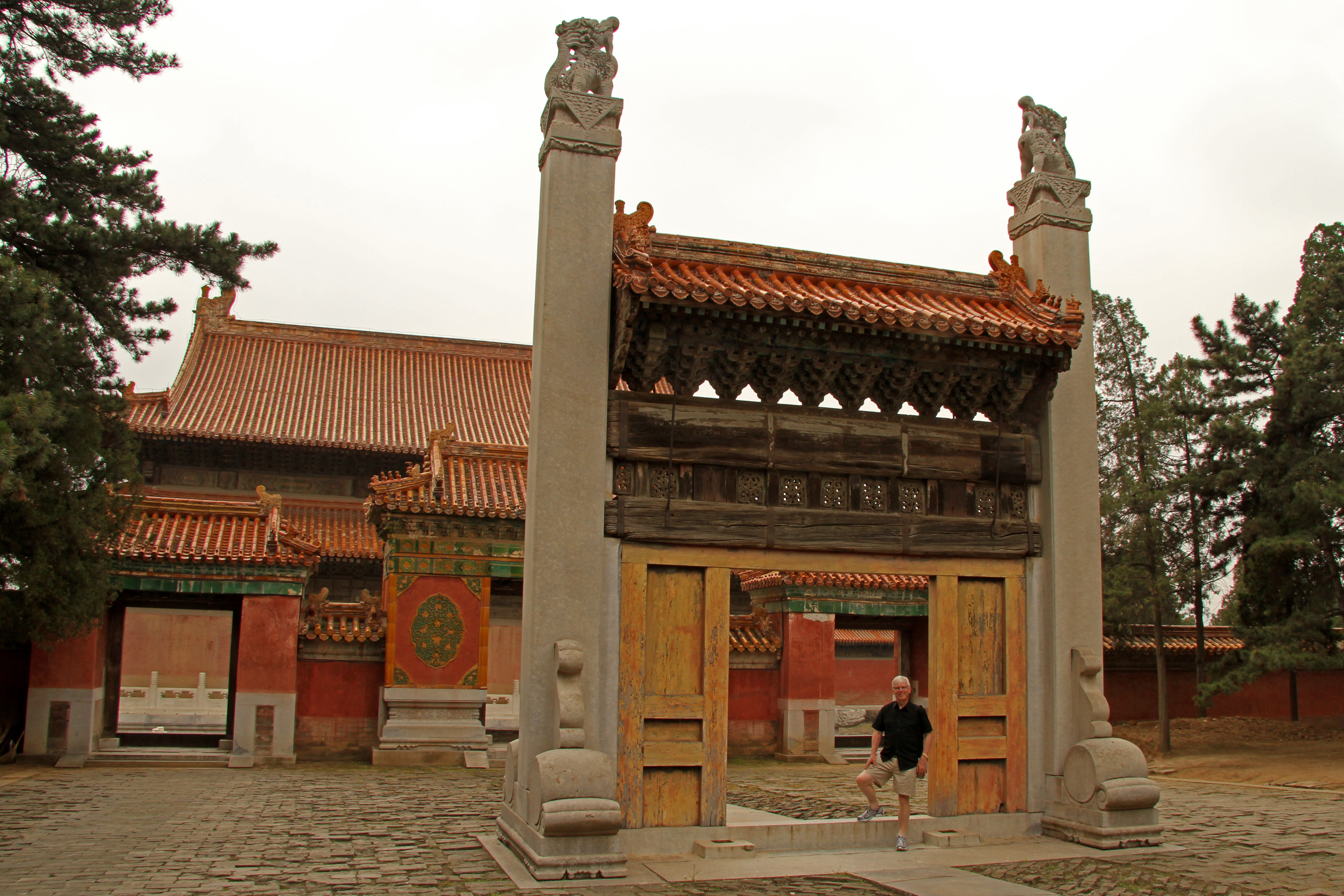
裕陵二柱门
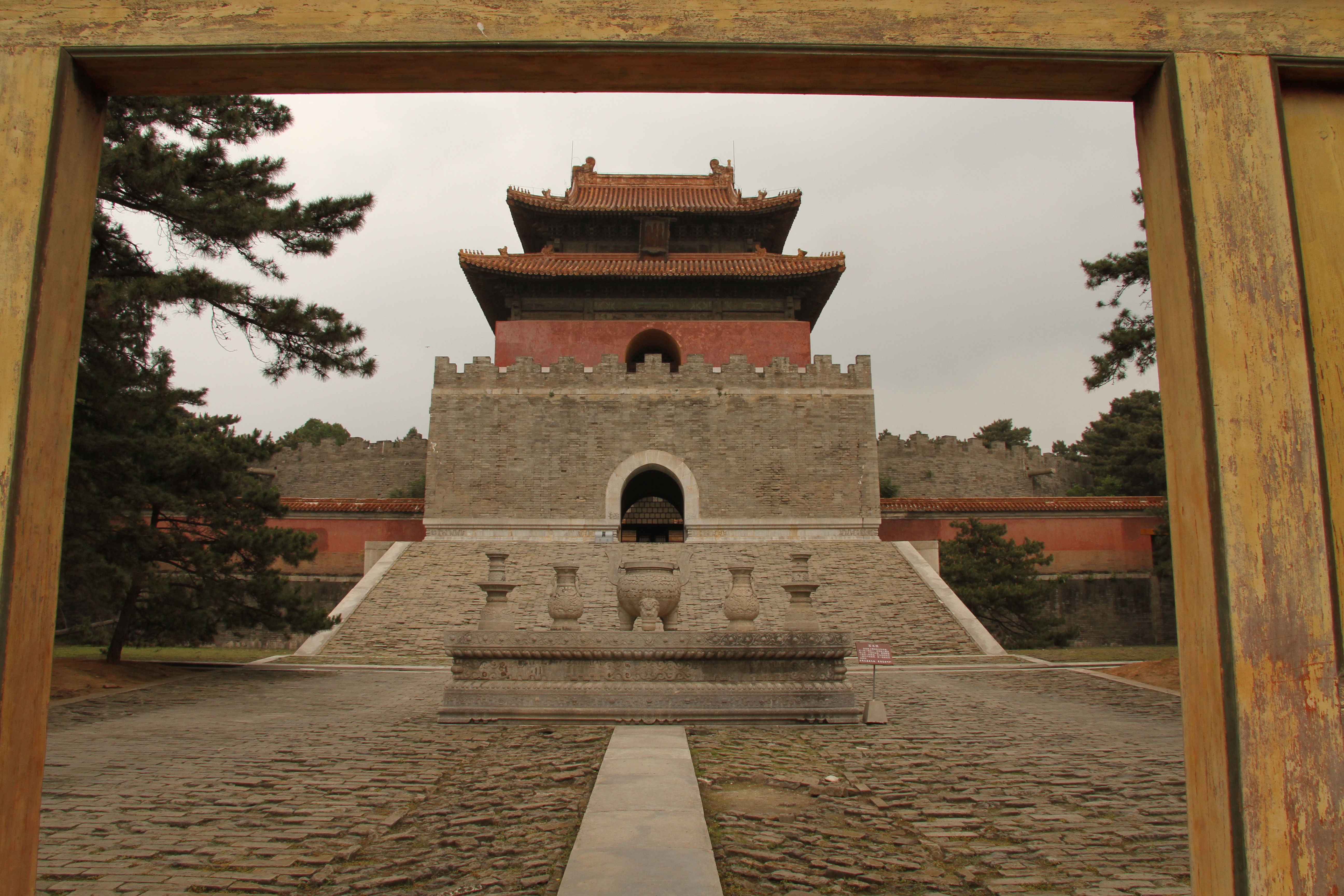
裕陵方城明楼、石五供
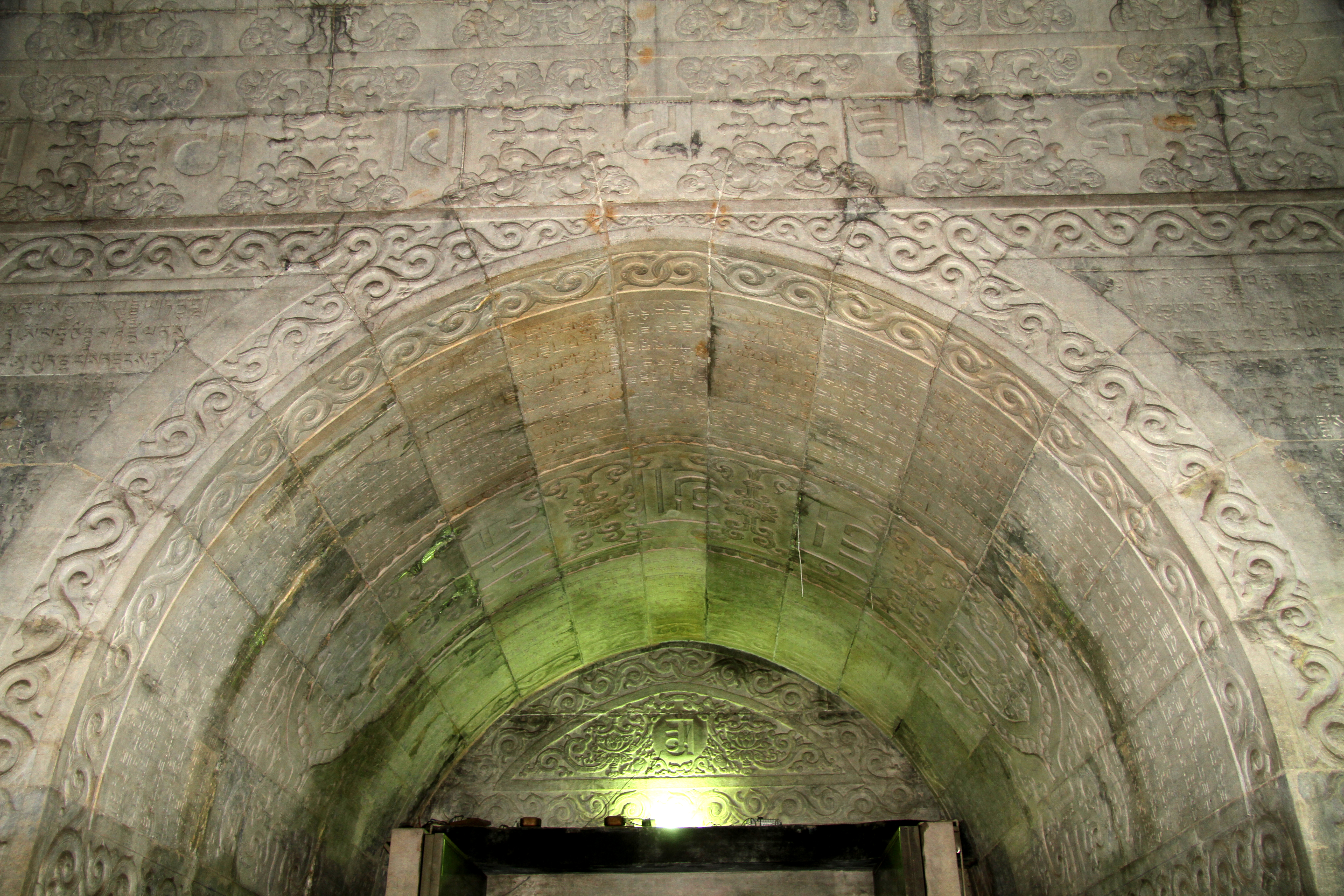
裕陵地宫的拱券
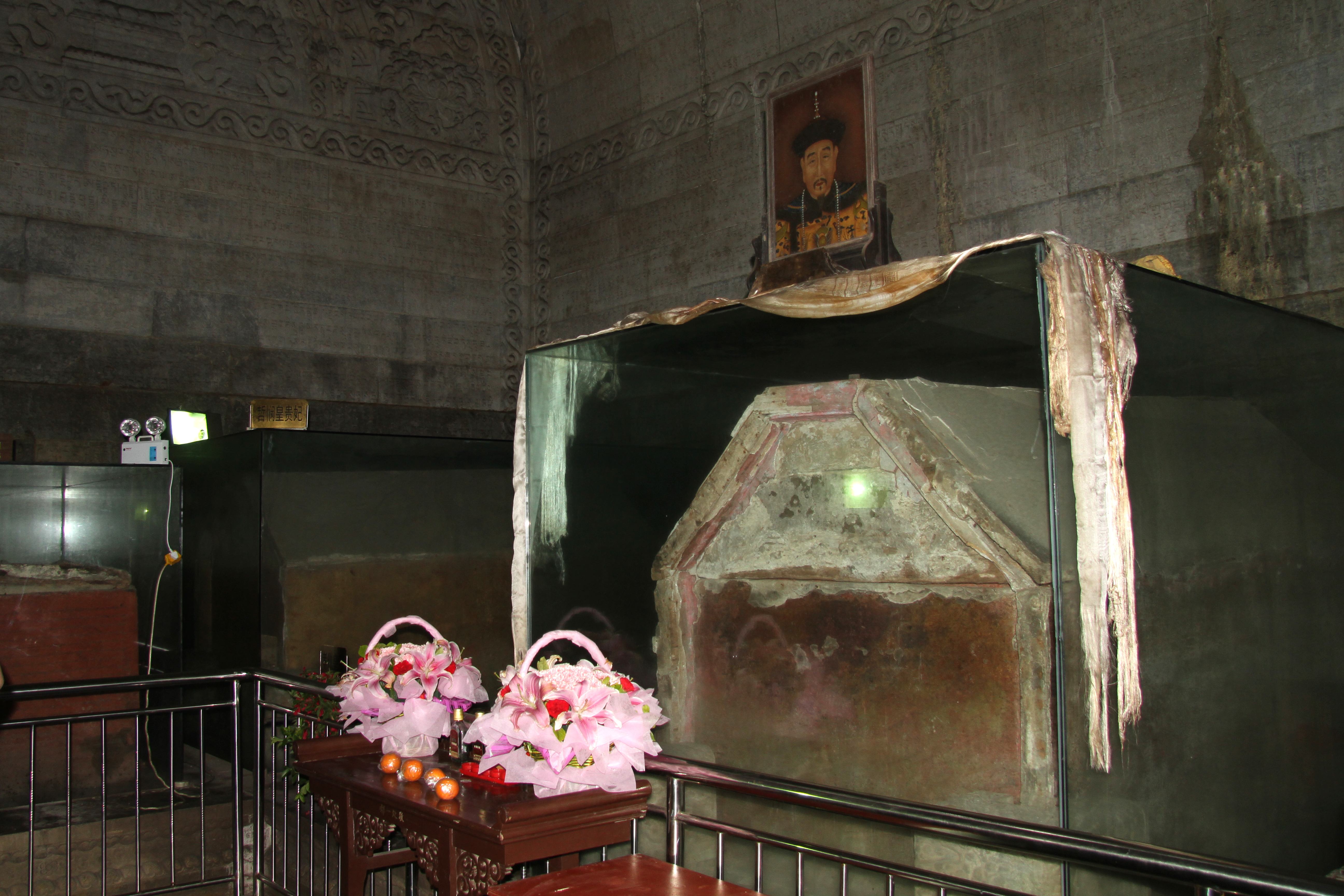
裕陵地宫内的乾隆帝、哲悯皇贵妃棺椁